# Hans Albert Einstein
Hans Albert Einstein (Berna, Suiza; 14 de mayo de 1904-Wood's Hole, Masachusets; 26 de julio de 1973) fue un ingeniero suizo-estadounidense, hijo de Albert Einstein y de Mileva Marić. A los 10 años, sus padres se separaron y el padre se quedó en Berlín mientras la madre y los hijos retornaron a Suiza. Desde allí, Hans Albert mantuvo una relación epistolar con su padre. Inspirado por su hermano Eduard, fue profesor de ingeniería hidráulica en la Universidad de California en Berkeley.

## Datos biográficos
Hans Albert nació en  Berna (Suiza), donde su padre, Albert Einstein, trabajaba como empleado de la oficina de patentes. Un año después de su nacimiento, su padre publicó la obra Teoría especial de la relatividad. Su madre, Mileva Marić, era una matemática y física originaria de Serbia.
En 1927, Hans Albert contrajo matrimonio con Frieda Knecht. Tuvieron tres hijos: Bernhard Caesar (físico, 1930-2008), Klaus Martin (1932-1938) y Evelyn (1941-2011), quien fue adoptada.
Su esposa Frieda falleció en 1958, y Hans Albert se casó entonces con Elizabeth Roboz.

## Reconocimiento
En 1988, la Sociedad Estadounidense de Ingenieros Civiles (ASCE) instituyó el premio Hans Albert Einstein Award como reconocimiento a los logros destacados en control de erosión, sedimentación y desarrollo de acueductos. Específicamente, fue reconocido por el desarrollo de la estructura de control del río antiguo en la zona del río Misisipi. La obra, llamada Low Sill, de 152 metros de largo y 21 metros de alto, incluye puertas de tres secciones de hierro de 30 centímetros de espesor.